# Edi Dežman
Edi Dežman, slovenski baletnik in pedagog, * 21. marec 1944, Selnica ob Dravi.
Končal je srednjo baletno šolo v Ljubljani ter se izpopolnjeval v Mednarodnem plesnem centru v Cannesu, iz pedagogike in metodike poučevanja baleta pa na leningrajski baletni šoli. Leta 1966 je postal član baletnega ansambla ljubljanske opere, 1971 solist baleta v mariborski operi, 1985-93 tam tudi vodja baleta. Leta 1971 je začel poučevati balet na mariborski srednji baletni šoli. Oblikoval je vrsto vlog z velikim tehničnim znanjem in šarmom. Ukvarja pa se tudi s koreografijo. Koreografiral je več dramskih in opernih predstav, 1987 tudi balet na skladbo Marijana Lipovška Druga suita za godaja. 